# Vladina nevladina organizacija
Vladina nevladina organizacija (skraćeno: VNVO) jeste vladina nevladina organizacija koju osniva ili sponzoriše država s ciljem da zastupa njene političke interese i oponaša civilne grupe i društva, ili da promoviše njene internacionalne i geopolitičke interese.

## Istorija
Engleski termin Government-organized non-governmental organization  (GONGO) je nastao kasnih 1980-ih godina, a pretpostavlja se da je prvi put upotrebljen od strane indonezijskih nevladinih organizacija.

## Ciljevi
Vladina organizovana nevladina organizacija (VNVO) može se stvarati za svaku dobru političku ili društvenu svrhu; kako god, u stvarnosti bi funkcionisala kao mehanizam vlade da unapredi svoje domaće političke interese i ostvari ekonomske i spoljnopolitičke ciljeve. Ponekad su VNVO stvorene da traže međunarodnu pomoć ili da ublažavaju specifična humanitarna pitanja. Iako nisu nužno ograničene na zemlje u razvoju, VNVO najčešće postavljaju nedemokratske vlade da održavaju određeni nivo VNVO-vih članova, namene, operacija i aktivnosti. Ovaj vid kontrole se često ne vidi kao pozitivan zato što kompromituje duh NVO uvođenjem skrivenih aktera i sakrivanjem namera vlade od javnosti..

## Primeri
Primeri vladine organizacije nevladinih organizacija:
- Međunarodna unija za zaštitu prirode
- Društvo Crvenog krsta Kine[9]
- Svet bez nacizma[10]
- Nashi (pokret mladih)[11]
- Nacionalna zadužbina za demokratiju[4]

## Dalje istraživanje
- Cumming, Lawrence S. GONGOs. In Anheier, Helmut K, i Stefan Toppler. International Encyclopedia of Civil Society. Berlin: Springer, 2010.
- Naim, Moises. What is a Gongo. In Mansbach, Richard W, & Edward Rhodes. Global Politics in a Changing World: A Reader. Belmont, CA: Wadsworth / Cengage Learning, 2009.
- Sharma, Aradhana. Logics of Empowerment: Development, Gender, and Governance in Neoliberal India. Minneapolis: University of Minnesota Press, 2008.

## Spoljašnje veze
- Definicija VNVO, Njujork tajms, 28. maj 2018.